# Petit Rouge
Petit Rouge ist eine autochthone Rotweinsorte aus dem Weinbaugebiet Aostatal, Italien. Lediglich in Italien waren noch 68 ha Rebfläche bestockt.
Der Enfer d’Arvier, Chambave Rosso und Torrette sind Weine, die aus dieser Rebsorte hergestellt werden. Die Sorte ist spätreifend und erbringt dunkelfarbene (rubinrot bis violett) Rotweine mit reifen, weichen Tanninen. Seine Merkmale sind außerdem die scharfe Säure und eine leichte Bitterkeit. Sie gelangte wahrscheinlich Anfang des 20. Jahrhunderts aus dem Aosta-Tal ins Wallis. DNA-Analysen am „Istituto agrario di San Michele all'Adige“ heute Fondazione Edmund Mach in San Michele all’Adige brachten auch einen Hinweis auf eine Verwandtschaft zweiten Grades zur alten, in den Schweizer Alpen beheimateten Rebsorte Resi.
Eine im Jahr 2002 veröffentlichte Studie legt den Schluss nah, dass die Sorten Mayolet, Petit-Rouge und Vien de Nus eng verwandt sind und wahrscheinlich von den gleichen Vorfahren abstammen. Die bislang geäußerte Vermutung, Petit-Rouge sei in der Schweiz unter dem Namen Humagne Rouge bekannt, konnte bei gleicher Gelegenheit nicht bestätigt werden.

## Herkunft
Der Petit-Rouge gehört zu einer Gruppe von Rebsorten, die sich in der geographischen Insellage der Alpenregionen Italiens und des Wallis in der Schweiz halten konnten. Zu dieser Gruppe gehören die folgenden Sorten:
- Rotweinsorten: Bonda, Cornalin d’Aoste, Cornalin du Valais, Crovassa, Durize, Eyholzer, Fumin, Goron de Bovernier, Mayolet, Ner d’Ala, Petit-Rouge, Prëmetta/Prié rouge, Roussin, Roussin de Morgex, Vien de Nus, Vuillermin.
- Weißweinsorten: Completer, Himbertscha, Humagne Blanche, Lafnetscha, Petite Arvine, Planscher, Prié Blanc, Resi.

## Synonyme
Die Rebsorte Petit-Rouge ist auch unter folgenden Synonymen bekannt: Orion Gris, Oriou, Oriou Curare, Oriou Gris, Oriou Lombard, Oriou Picciou, Oriou Voirard, Petiou Rodze, Petit Rouge d’Aoste, Petit Rouge de Chatillon, Piccion Roza, Picciou Oriou, Picciou Radzo, Picciou Rouge, Picciou Rouzo, Picciourodzo, Picciourouzo, Pitchou Rodza, Ricciou Rouge, Rouge, Rouge du Valais, Voirard d’Aoste.

## Abstammung
Autochthone Rebsorte des Aostatals.